# Cruziohyla calcarifer
Espèce
Synonymes
- Agalychnis calcarifer Boulenger, 1902

Statut de conservation UICN

 LC  : Préoccupation mineure
Cruziohyla calcarifer est une espèce d'amphibiens de la famille des Phyllomedusidae.

## Répartition
Cette espèce se rencontre au Honduras, au Nicaragua, au Costa Rica, au Panamá, en Colombie dans le Chocó et au nord-ouest de l'Équateur jusqu'à 500 m d'altitude.

## Description
Cruziohyla calcarifer mesure de 51 à 81 mm en moyenne pour les mâles et de 61 à 87 mm pour les femelles. Son dos et la face externe de ses membres sont vert foncé. Ses flancs sont orange avec des barres noires. Son ventre est orange foncé.

## Publication originale
- Boulenger, 1902 : Descriptions of new Batrachians and Reptiles from North-western Ecuador. Annals and Magazine of Natural History, sér. 7, vol. 9, p. 51-57 (texte intégral).